# Sonate K. 45
Pour les articles homonymes, voir K45.
La sonate K. 45 (F.3/L.265) en ré majeur est une œuvre pour clavier du compositeur italien Domenico Scarlatti.

## Présentation
La sonate K. 45, en ré majeur, est notée Allegro. Elle fait partie de la première manière de Scarlatti, mais comme ses sœurs (K. 43 à 48), elle présente le caractère flamboyant qui caractérise bon nombre des 200 premières sonates : leur style est plus vivant, leurs thèmes plus contrastés et leurs rythmes sont nouveaux et d'inspiration espagnole.

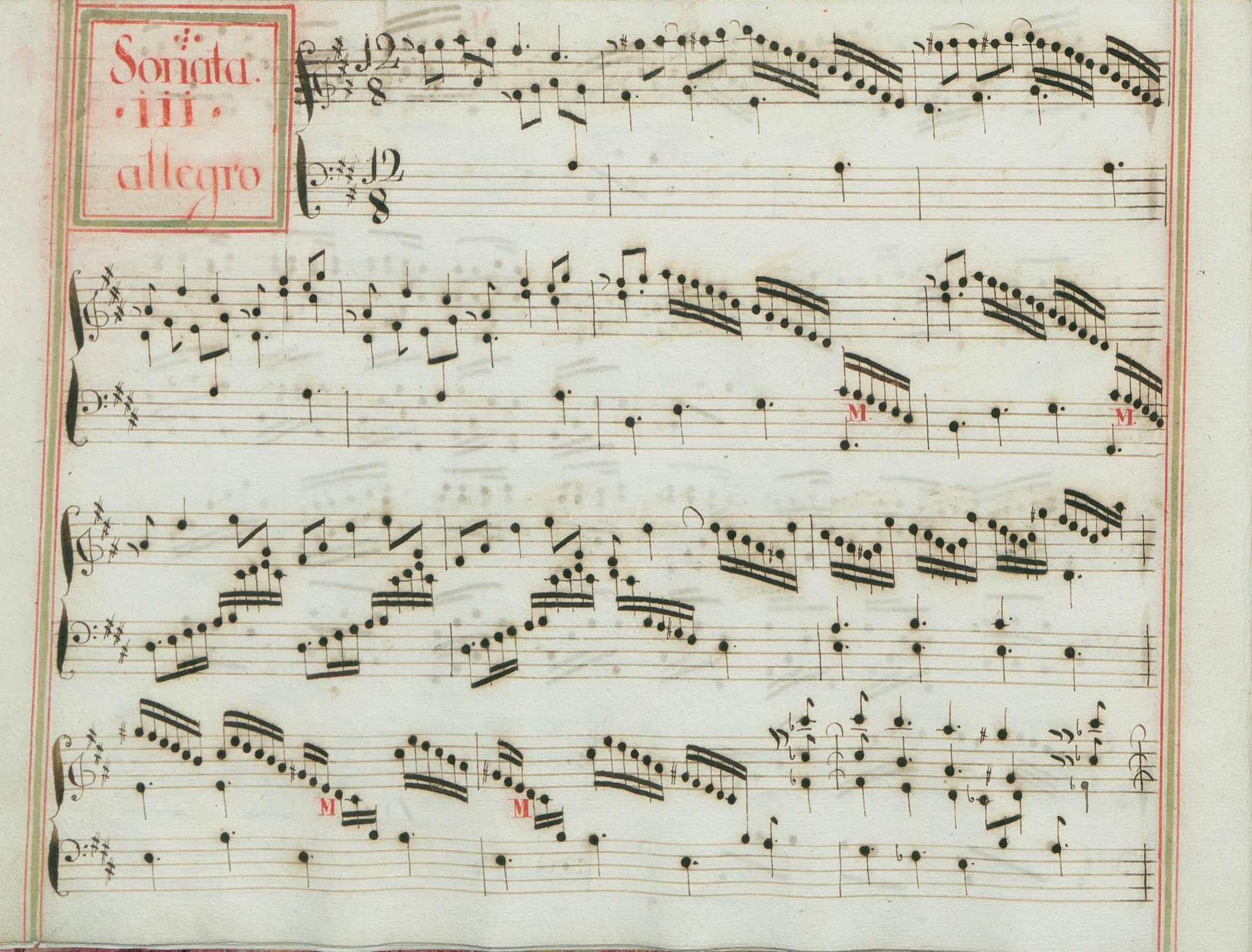
Début de la sonate, extraite du volume XIV du manuscrit de Venise.

## Manuscrits
Le manuscrit principal est le numéro 3 du volume XIV de Venise (1742), copié pour Maria Barbara ; l'autre source manuscrite est Vienne G 43.

## Interprètes
La sonate K. 45, est défendue au piano par Kathleen Long (1950, Decca), Maria Tipo (1969), Sergei Babayan (1995, Piano Classics), Colleen Lee (2007, Naxos, vol. 10) et Olivier Cavé (2008, Æon) ; au clavecin par Scott Ross (Erato, 1985), Laura Alvini (Frame), Richard Lester (2005, Nimbus, vol. 6), Mario Raskin (2011, Verany) et Pierre Hantaï (2015, Mirare, vol. 4). Aline Zylberajch (2003, Ambronay), l'interprète au piano-forte.

## Sources
: document utilisé comme source pour la rédaction de cet article.
- Ralph Kirkpatrick (trad. de l'anglais par Dennis Collins), Domenico Scarlatti, Paris, Lattès, coll. « Musique et Musiciens », 1982 (1re éd. 1953 (en)), 493 p. (ISBN 978-2-7096-0118-4, OCLC 954954205, BNF 34689181).
- Alain de Chambure, « Domenico Scarlatti : Intégrale des sonates — Scott Ross », p. 176, Erato (2564-62092-2), 1985 (OCLC 891183737) .